# Skadrsko jezero
Skadrsko jezero (srbohrvaško Skadarsko jezero, albansko Liqeni i Shkodrës) je največje jezero v južni Evropi in se nahaja na meji med Albanijo in Črno goro. 2/3 jezerske površine pripada Črnogorcem z večjim mestom Virpazarjem, 1/3 površine jezera pa Albancem z mestom Skader, po katerem nosi jezero tudi ime. Na jezeru je tudi 50 otokov.

## Geografija
Globina jezera variira od 6 do 44 m na mestih, kjer so vrtače. Letno variira tudi površina, in sicer od 370 do 530 km² glede na letni čas in torej vodni dotok. V Skadrsko jezero priteka reka Morača, jezero pa se izliva v reko Bojano, ki teče 30 km dalje v Jadransko morje.
Črnogorska stran jezera je od leta 1983 del nacionalnega parka, saj na območju živi okrog 270 vrst ptičev in je zatočišče pelikanov v Evropi ter eno zadnjih sredozemskih sladkovodnih močvirij. Jezero pa je bogato tudi s številnimi jeguljami in ribami, kot so krap, postrv, amur itd., ter drugimi živalmi.